# Vorderer Brunnenkogel (Ötztaler Alpen)
De Vorderer Brunnenkogel is een 3396 meter hoge bergtop in de Weißkam van de Ötztaler Alpen in het Oostenrijkse Tirol.
De berg is gelegen in de Weißkam, aan de westelijke rand van de Mittelbergferner, net ten zuiden van de 3344 meter hoge Mitterkopf. De berg is enkele tientallen meters lager dan zijn zuidelijke buurtop, de Hintere Brunnenkogel. Startpunt voor een klim naar de top van de berg vormt de Braunschweiger Hütte. Vanaf deze hut kan gekozen worden voor een klim over de noordflank, die ongeveer drie uur in beslag neemt, of een beklimming via de zuidelijke graat vanaf de Hinterer Brunnenkogel, over de Brunnenkogelferner, die ongeveer tweeënhalf uur duurt. In beide gevallen moeten ruim 600 hoogtemeters worden overwonnen.
De berg moet niet worden verward met de 3304 meter hoge Vordere Brunnenkogel in de Stubaier Alpen.